# Фламинго Джеймса
Фламинго Джеймса, или фламинго Джемса (лат. Phoenicoparrus jamesi), — вид птиц семейства фламинговых. Обитает в Южной Америке на высокосолёных мелководных озёрах горных плато Анд в Перу, Боливии, Чили и Аргентине. Оперение у фламинго Джеймса светло-розовое, с яркими карминовыми прожилками вокруг шеи и на спине, все маховые перья окрашены в чёрный цвет. Кожа вокруг глаз тёмно-красная, ноги розовые или оранжевые, а клюв, самый короткий среди всех фламинговых, — ярко-жёлтый с чёрным кончиком. Питается исключительно диатомовыми водорослями на мелководье. Фламинго Джеймса может образовывать колонии с чилийским и андским фламинго. Строит конусообразные гнёзда из грязи и откладывает яйца с ноября по февраль. В кладке обычно одно яйцо. Раскраска птенцов жёлто-коричневая с узкими чёрными прожилками в верхней части.
Фламинго Джеймса был описан Филипом Склейтером в 1886 году и назван в честь британского бизнесмена и натуралиста-любителя Гарри Беркели Джеймса, который провёл в Чили 20 лет и при участии которого была получена описанная тушка. Вид считался полностью вымершим до 1957 года, когда участники экспедиции Джонсона обнаружили его гнездовья в Лагуна-Колорада на юге Боливии. С конца XX века численность фламинго Джеймса стабилизировалась и по данным 2010 года составляет более 100 тысяч особей. Международный союз охраны природы относит его к видам, близким к уязвимому положению. Состоит в близком родстве с андским фламинго, Международный союз орнитологов выделяет их в род короткоклювые фламинго.

## Описание
С длиной тела 90—92 см и массой около 2 кг, фламинго Джеймса является одним из самых мелких представителей семейства. Длина тела малого фламинго (Phoeniconaias minor) составляет 80—90 см, а близкородственного андского фламинго (Phoenicoparrus andinus) — 102—110 см. Альфредо Уильям Джонсон (Alfredo William Johnson) отметил, что в суровых условиях Лагуна-Колорада, основного местообитания фламинго Джеймса, определить меньший размер этого вида по сравнению с другими фламинговыми затруднительно. Птиц легко перепутать с молодыми андскими фламинго.
Оперение окрашено в нежно-розовый цвет, более яркий ближе к голове. Во время сезона размножения на груди фламинго Джеймса выделяются карминовые прожилки, перья на плечах — ярко-красные. В отличие от остальных фламинго, у фламинго Джеймса все маховые перья, включая второстепенные, окрашены в чёрный цвет. При этом у стоящей птицы плечевые перья и перья надхвостья образуют «бахрому» и частично скрывают крылья и хвост, чёрное оперение выступает лишь немного. У взрослого чилийского фламинго (Phoenicopterus chilensis), который обитает на той же территории, оперение более розовое, а у андского фламинго крылья сильнее окрашены в чёрный. Яркая окраска оперения фламинго обусловлена каротиноидами, получаемыми вместе с кормом. Они быстро разрушаются на свету, и в условиях искусственного содержания, если птиц не кормить продуктами, содержащими эти пигменты, они быстро теряют оттенки розового, становясь полностью белыми. Основным пигментом фламинговых является кантаксантин. Линька у всех представителей семейства очень нерегулярна.
Все фламинговые обладают сильно изогнутым массивным клювом. У фламинго Джеймса самый короткий клюв среди представителей семейства (8,5—9 см), часть клюва после изгиба также очень короткая (5 см), по меньшей мере на 1,5 см короче, чем у других. Особенно выделяется крайне узкое надклювье. У основания клюва его ширина составляет 2,3—2,4 см, что соизмеримо с размерами надклювья у остальных видов фламинговых, после чего надклювье резко сужается до 0,55 см, что в два раза меньше, чем ширина надклювья у самого маленького из остальных видов. В самом узком месте — непосредственно над кончиком клюва — ширина надклювья может достигать 0,2 см, после чего расширяется до 0,4 см и переходит в обычный достаточно тупой кончик. Верхняя часть клюва жёлтая, а кончик чёрный, исключение составляет красное пятно на надклювье в месте перехода жёлтого в чёрный. Филип Склейтер, описавший фламинго Джеймса, особое внимание уделил отличиям в строении и окраске его клюва от андского фламинго. У фламинго Джеймса надклювье у́же, чем у андского фламинго, чёрный кончик клюва андского фламинго распространяется за точку перегиба, а цвет клюва в верхней части более светлый, беловато-жёлтый. У взрослого чилийского фламинго клюв длиннее и бледнее. Вокруг глаз фламинго Джеймса тёмно-красная кожа. Карминовая неоперённая уздечка (область между клювом и глазом) шире, чем у андского фламинго. Кроме того, у последнего она кирпично-красного цвета. Джонсон отметил, что ранние изображения фламинго Джеймса не совсем корректно отображали клюв птиц.
Очень длинные ноги и шея фламинго, возможно, призваны держать голову птиц подальше от раскалённой земли. Ноги у фламинго Джеймса розовые, по другим описаниям — оранжевые или кирпично-красные. У андского фламинго ноги окрашены в жёлтый цвет. Вместе с тем, из-за того, что ноги фламинговых часто оказываются в грязи, их цвет не является отличительным признаком при полевых наблюдениях. Передние пальцы соединены перепонкой. Задний палец у представителей обоих видов редуцирован, по этому признаку их объединяют в один род.
Типичной позывкой является длинный носовой сигнал «nrrrrreh» и короткие односложные сигналы «rrah». В возбуждённом состоянии птицы могут громко кричать «kah-kah-kah-kah…» или «kekekekek». Вокализация фламинго Джеймса напоминает позывки чилийского, но отличается от них более высокой частотой звука.

Внешний вид фламинго Джеймса
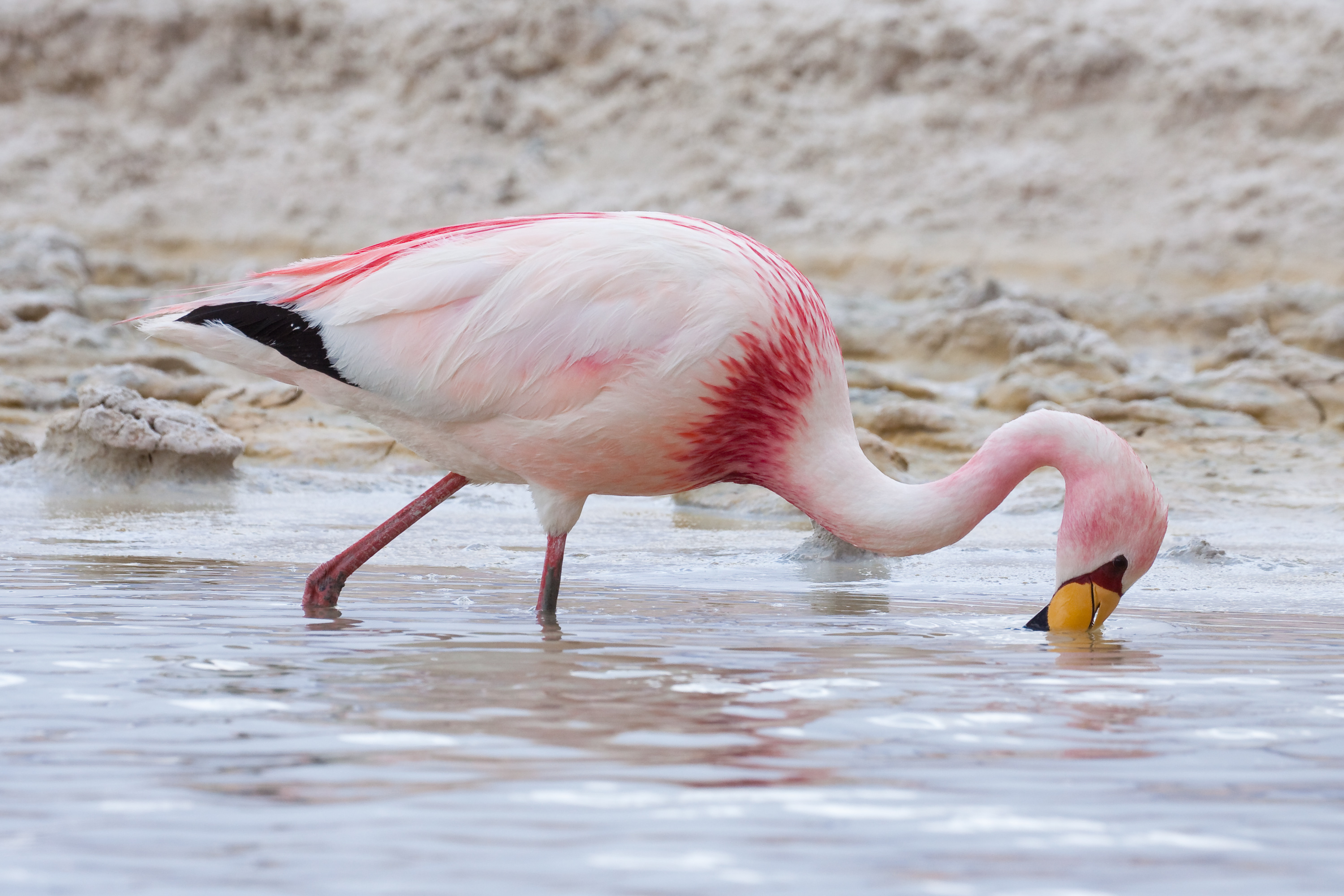
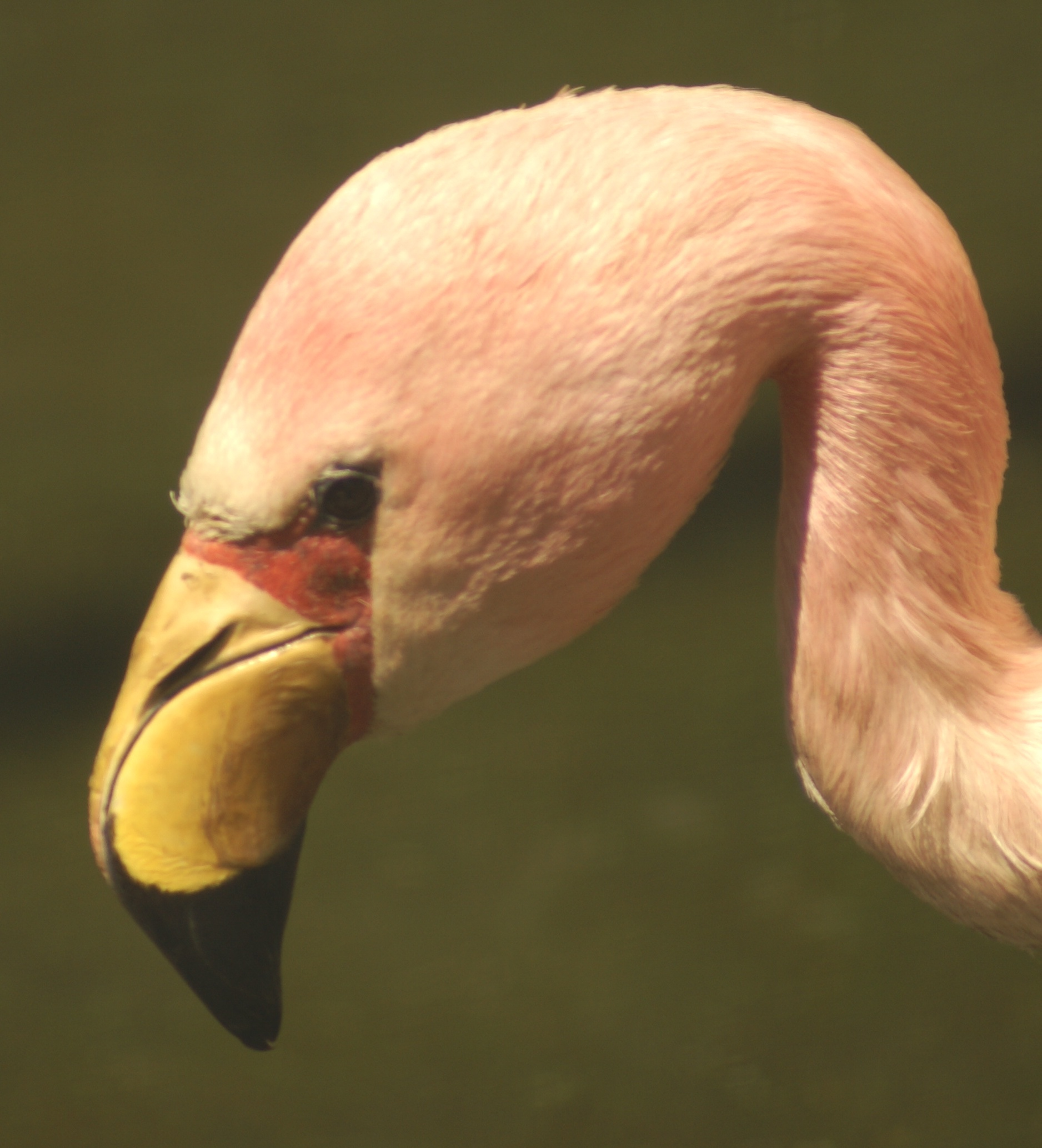
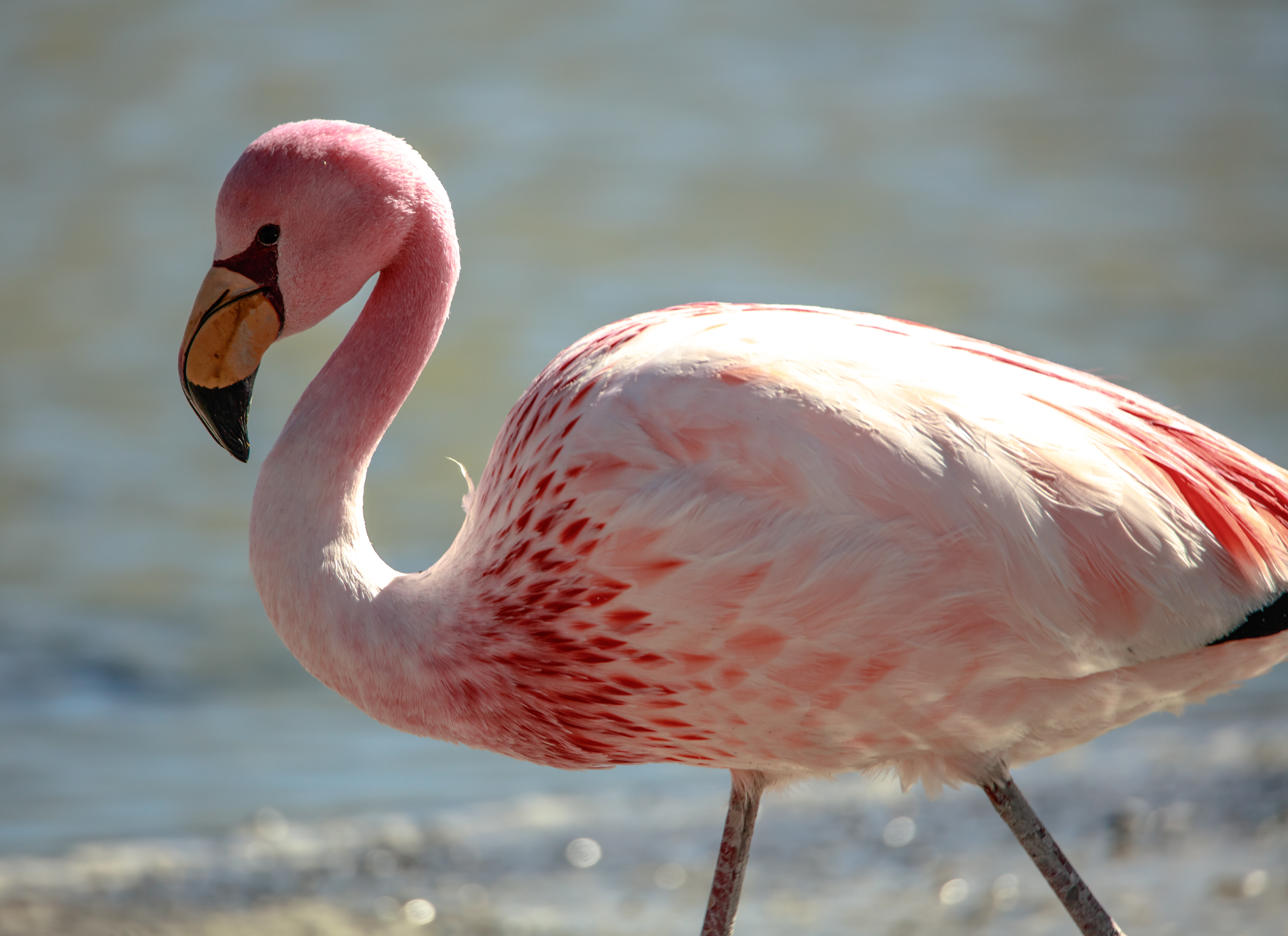
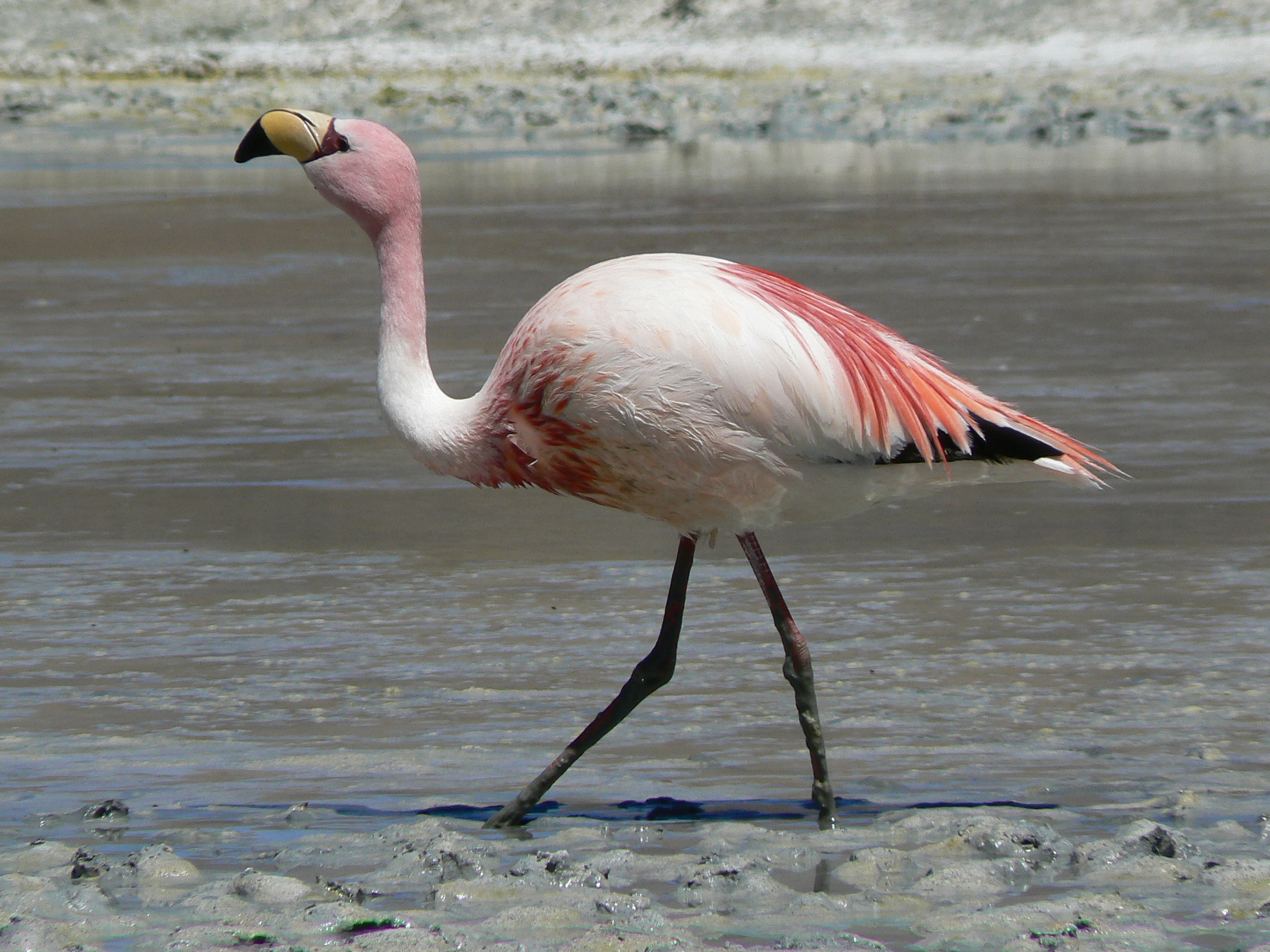
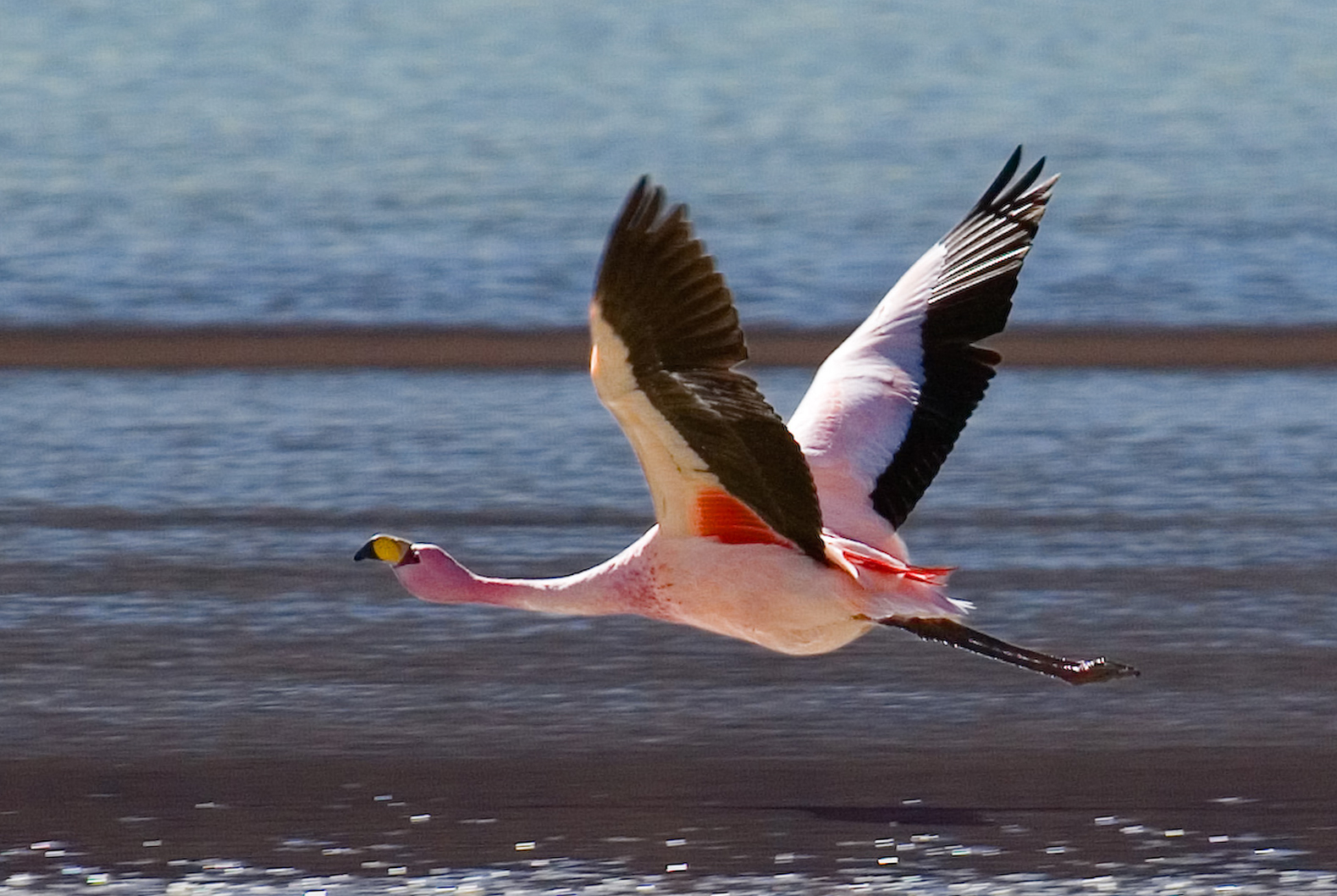

## Распространение

### Ареал
Фламинго Джеймса обитает в очень ограниченном ареале высоко в Андах между 15 и 26 градусами южной широты. В основном встречается на юге Перу, западе Боливии, севере Чили и северо-западе Аргентины. Больше всего птиц обитает в Лагуна-Гранде (Laguna Grande) около вулкана Галан и Лагуна-Вилама в Аргентине, Лагуна-Колорада в Боливии, Салар-де-Сурире в Чили, во время переписи 2010 года около 50 % птиц было отмечено на этих водоёмах. Площадь ареала составляет 604 000 км². В небольшом количестве встречается на озере Мар-Чикита в провинции Кордова в Аргентине. Двух птиц отмечали в 1975 году на безымянном озере на высоте 750 метров на западе провинции Чубут в Аргентине, восемь птиц — в 2005 году на реке Риу-Бранку в штате Акри на северо-западе Бразилии. 30 октября 2013 года фламинго Джеймса был отмечен на атлантическом побережье около муниципалитета Сан-Жозе-ду-Норти на юго-востоке штата Риу-Гранди-ду-Сул в Бразилии. Скорее всего это произошло из-за погодных условий, дезориентации птиц или возможного присоединения к стаям более многочисленного чилийского фламинго. Ближайшее озеро, на котором фламинго Джеймса отмечают регулярно, — Мар-Чикита — находится в 1000 км к западу от атлантического побережья.
Фламинго Джеймса обитает на высокогорных солёных озёрах Альтиплано — плато между западными и восточными хребтами Анд, богатого озёрами — на высоте над уровнем моря свыше 3500 м (3500—4700 м). Для региона характерен сухой холодный климат с сильными ветрами и ярким солнцем. Дневные колебания температур очень высоки. Сезон дождей приходится на лето. Температура и количество осадков уменьшаются по направлению от севера к югу. Зачастую осадки включают снег и град. В Лагуна-Вилама в Аргентине годовое количество осадков не превышает 100 мм. В этом регионе солёные озёра можно разделить на две группы: глубокие озёра средней солёности, на которых обитают водоплавающие птицы — утки, лысухи, поганки, и неглубокие сверхсолёные озёра, на которых обитают исключительно фламинго. Фламинго Джеймса отсутствуют на озёрах первого типа. Во время летней экспедиции Джонсона в конце января 1957 года, в один из дней, возвращаясь от гнездовой колонии фламинго в Лагуна-Колорада, учёные попали в грозу, которая перешла в проливной дождь, затем в град и позднее в снег. На протяжении экспедиции температура воды на большей части озера составляла 12 °C, pH — 8—9. На северо-востоке озера расположены горячие источники вулканического происхождения, температура воды в этой части составляла около 22 °C, pH — 5—6. В зимнее время температура воздуха может опускаться до −30 °C. Состав воды: хлорид натрия — 59,32 граммов на литр, сульфат натрия — 21,41, сульфат магния — 2,85. Эти же соли образуют корку по краям озера и на дне. Озёра могут быть покрыты солёной или гипсовой коркой, под которой находится жидкая грязь. Обычно глубина водоёмов не превышает одного метра. Зачастую они являются остатками более крупных озёр, сохранившихся в регионе с плейстоцена. Птицы также заселяют очень мелкие временные водоёмы, которые появляются в сезон дождей и исчезают во время сезона засухи. При этом и в летние, и в зимние месяцы фламинго Джеймса заселяют высокосолёные озёра, характеристики их мест обитания практически не меняются в зависимости от сезона.
Помимо фламинго Джеймса в Южной Америке обитают андский и чилийский фламинго. Чилийский фламинго широко распространён на всём юге Южной Америки, его ареал включает территорию от Перу до архипелага Огненная Земля. Андский фламинго, также как и фламинго Джеймса, в основном встречается на высокогорных озёрах. Эти два вида крайне редко можно встретить за пределами Альтиплано, лишь в зимнее время андский фламинго спускается на равнины в Аргентине и на побережье в Перу. По сравнению с андским фламинго фламинго Джеймса предпочитает более мелкие водоёмы, расположенные более высоко в горах. Оба вида не селятся на водоёмах, у которых дно сложено твёрдыми породами. Вместе с тем, некоторые исследования показывают, что разделение подходящих для фламинго Джеймса и андского фламинго водоёмов исключительно по их глубине не всегда корректно.

### Миграция
За пределами сезона размножения птицы совершают кочёвки. В отличие от остальных фламинговых, кочевые перемещения которых чаще всего носят хаотичный характер, южноамериканские виды совершают направленные высотные кочёвки в зимнее время. Перемещения могут быть связаны с климатическими условиями или с изменением характеристик водоёмов. Расположенные высоко в горах озёра могут замерзать в период с июня по сентябрь. В эти зимние месяцы птицы могут спускаться к озёрам Мар-Чикита и Мелинкуэ в Аргентине. В Чили фламинго Джеймса в любое время года предпочитает высокогорные озёра на высоте 4150—4350 м, в то время как другие фламинго часто спускаются заметно ниже, в том числе на побережье. Чилийские фламинго и фламинго Джеймса могут оставаться около горячих источников, расположенных в Лагуна-Колорада и других озёрах Альтиплано, несмотря на то, что большая часть озера из-за суровых погодных условий покрыта льдом. На многих озёрах, которые фламинго Джеймса населяют зимой, птицы отсутствуют летом. Если в летние месяцы численность фламинго Джеймса в Лагуна-Колорада может достигать 40 тысяч особей, то зимой отмечают менее тысячи птиц. Лагуна-Вилама и окрестные озёра в Аргентине перемерзают в зимние месяцы, и на них нет фламинго, в остальные месяцы на этих озёрах отмечали до 8500 фламинго Джеймса, преимущественно на основном озере.
Помимо сезонных кочёвок фламинго Джеймса более хаотично перемещаются в поисках пищи, покидая озёра в период сильной засухи или перемерзания озёр. Учёные полагают, что популяции на озёрах Лагуна-Колорада в Боливии и Лагуна-Вилама в Аргентине компенсируют друг друга. Возможно, птицы, которые устраивают гнездовые колонии в Лагуна-Колорада, отправляются питаться в Лагуна-Вилама, которая расположена всего в 100 км от неё.

Места обитания фламинго Джеймса
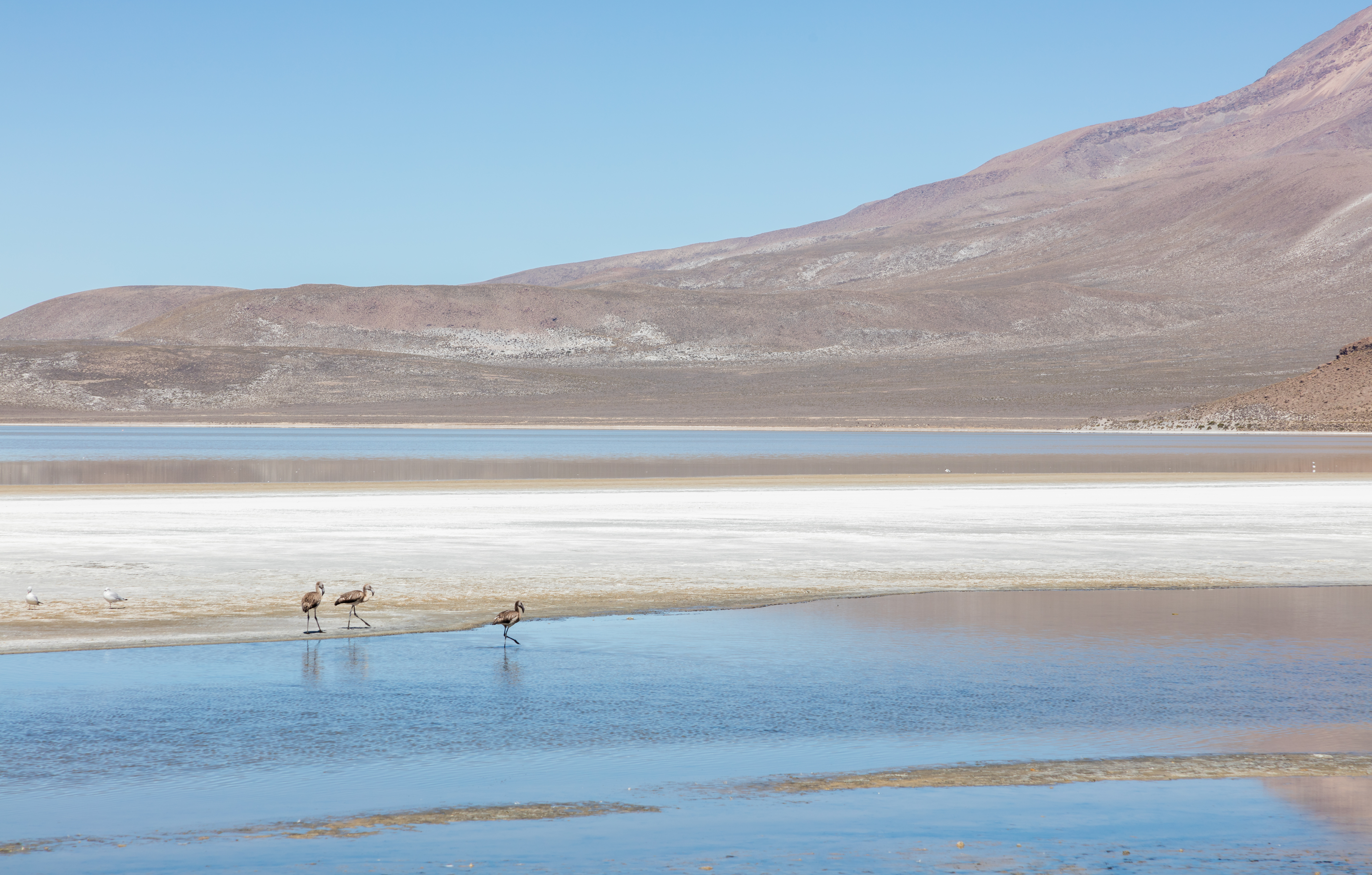
Озеро Салинас в Перу
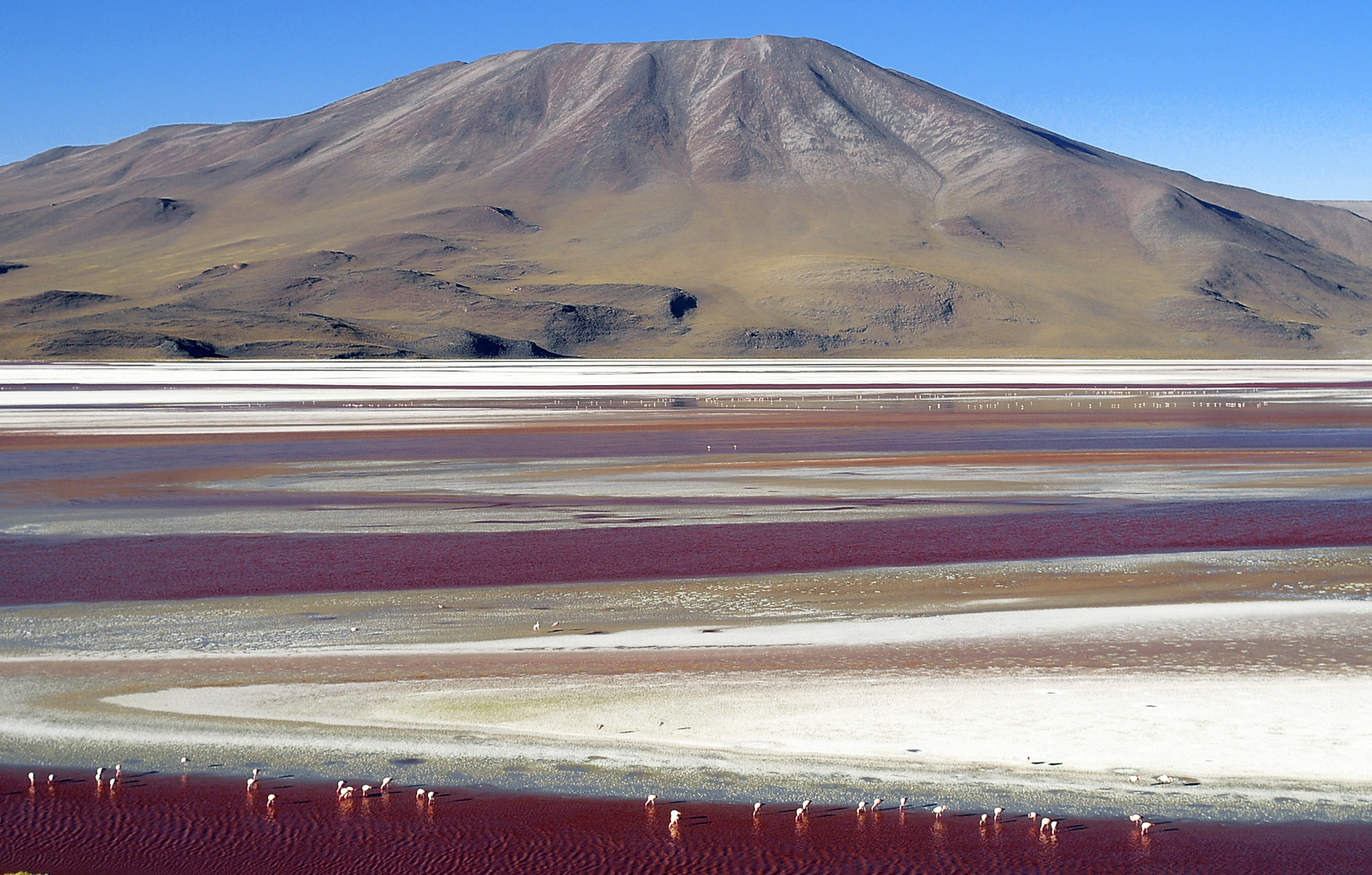
Озеро Лагуна-Колорада в Боливии
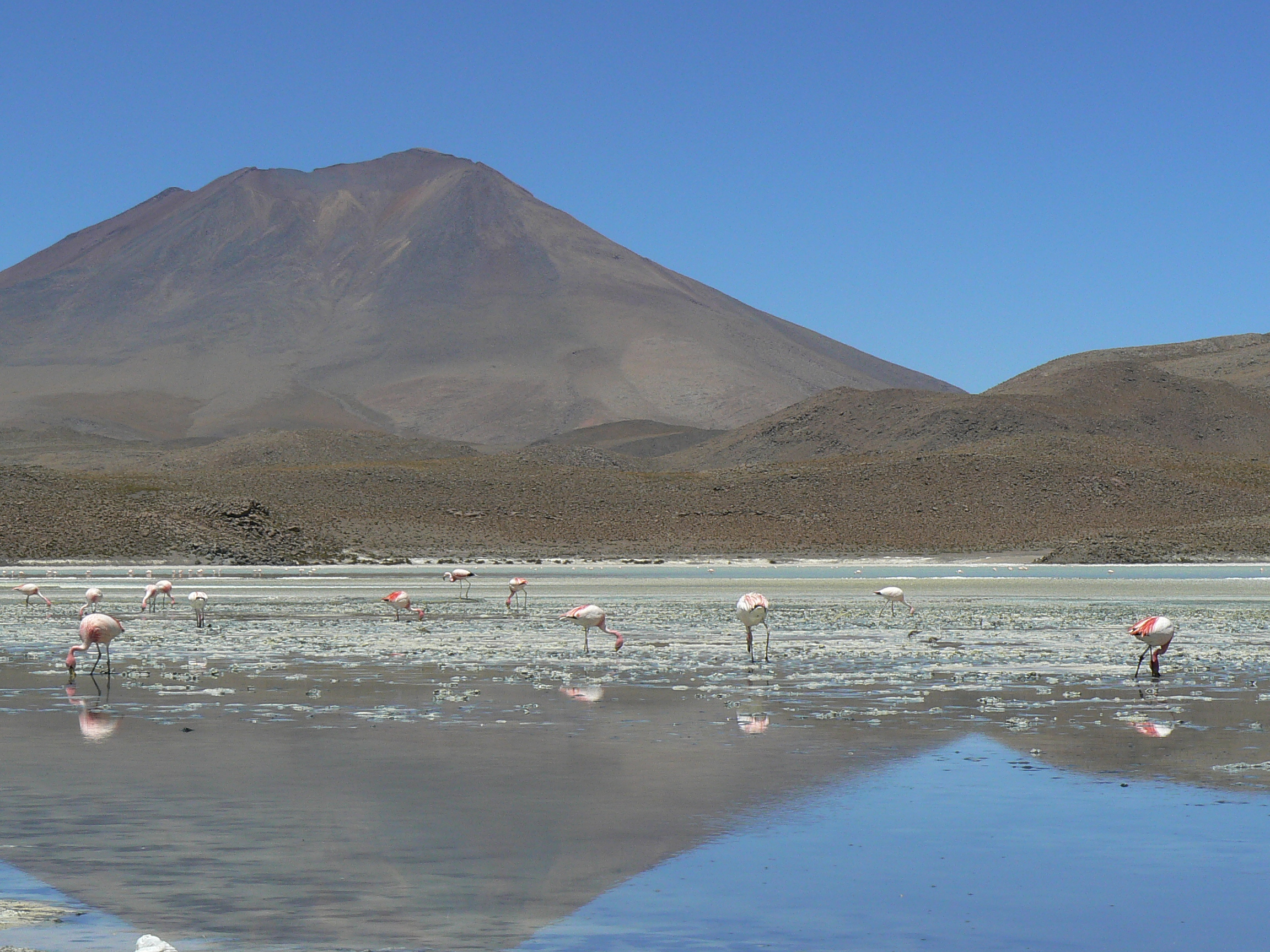
Озеро Каньяпа в Боливии
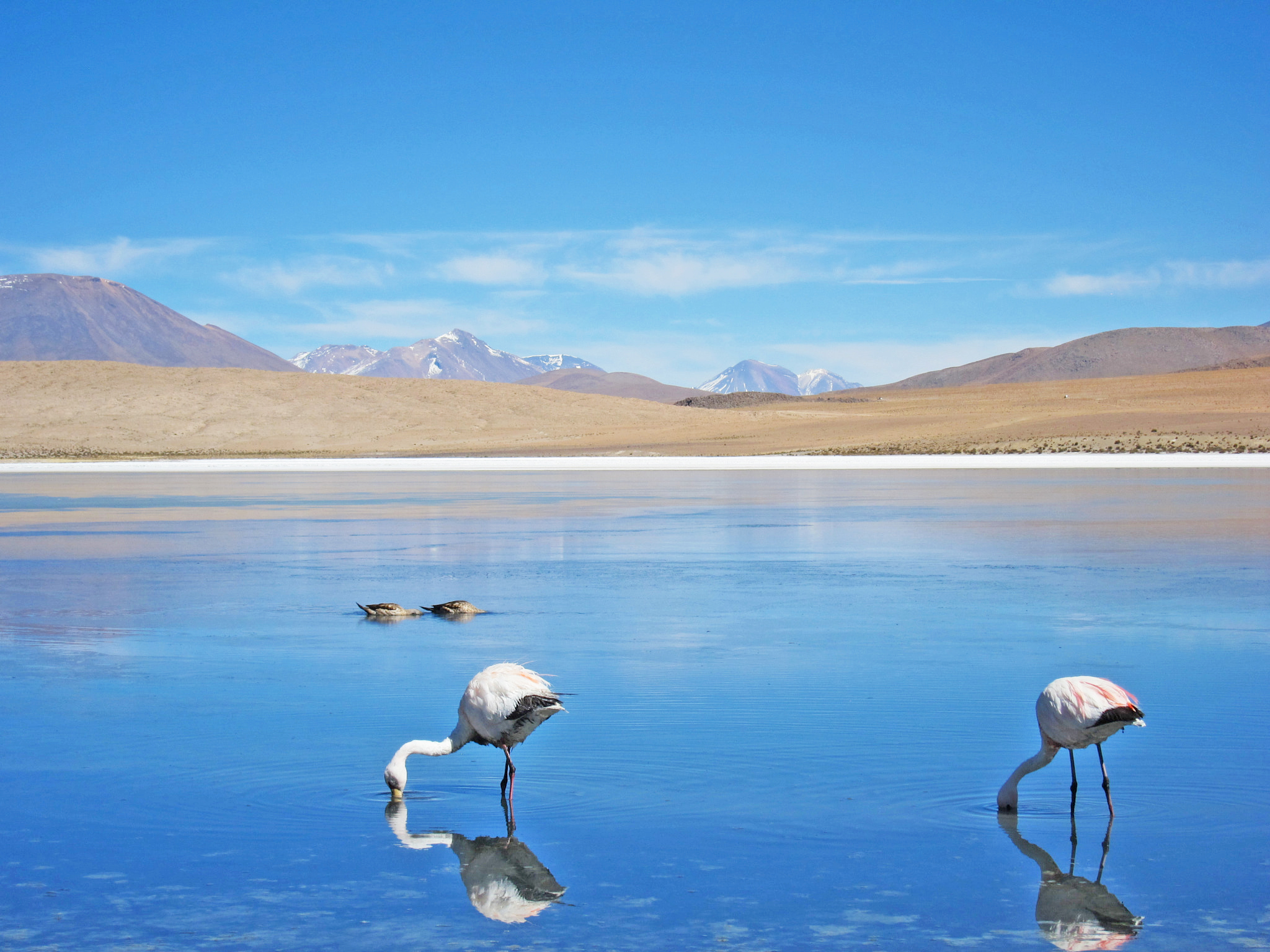
Озеро Титикака в Перу и Боливии

## Питание
Основу рациона фламинго Джеймса составляют диатомовые водоросли. Исследование желудков птиц, подстреленных экспедицией Джонсона, показало наличие в них более 20 видов диатомовых водорослей и большого количества песка, при этом остатки более крупных организмов в желудках отсутствовали. Исследователи не разделяли южноамериканских фламинго по видам. Содержимое желудков трёх мёртвых птиц, обнаруженных летом 1990 года на Лагуна-Позуелос (Laguna de los Pozuelos), включало 24 вида диатомовых водорослей. В основном это были водоросли, встречающиеся на грунте водоёмов (бентос). В исследованиях Стюарта Хёльберта (Stuart Hurlbert) в чилийском Альтиплано в рационе фламинго Джеймса наблюдались в основном диатомовые водоросли размером от 60 мкм. В желудках фламинго с Лагуна-Позуелос было обнаружено пропорционально больше водорослей размером 21—60 мкм и 101—121 мкм, чем в воде. Водоросли размером до 20 мкм не задерживаются в клюве и не попадают в пищу. Размеры частиц грязи в желудке фламинго Джеймса находятся преимущественно в диапазоне 91—500 мкм, в то время как у чилийского и андского фламинго — 501—1000 мкм.
Глубина в местах кормления птиц составляет от 2 до 50 см и ограничена длиной ног, при этом птицы предпочитают в любое время года кормиться на глубине около 2 см, когда вода только-только покрывает их перепончатые лапы. В 1990—1991 годы около 77 % фламинго Джеймса на Лагуна-Позуелос кормились на такой глубине. Когда птицы собирают корм со дна их ноздри остаются над водой, и такая мелкая глубина позволяет надолго погружать клюв в воду. По другим данным, чилийские фламинго и фламинго Джеймса постоянно опускают клюв в воду и вытаскивают его обратно. Птицы медленно бродят по водоёму и часто останавливаются. Они дольше остаются на одном месте, чем другие южноамериканские фламинго. Отдельные особи фламинго Джеймса разбредаются сильнее, чем родственные андские фламинго. Возможно, выбор мелководных озёр для обитания связан с тем, что фламинго Джеймса, которые собирают корм со дна, могут питаться на большей площади.
Фламинго добывают пищу с помощью высокоспециализированного клюва, по краям которого расположены роговые пластины, образующие цедильный аппарат. Птицы работают языком как поршнем и процеживают воду и ил. Джонсон отметил, что кончик клюва не может открываться больше чем на 5 мм. У малых и короткоклювых фламинго, в том числе у фламинго Джеймса, надклювье заметно уже подклювья. В схлопнутом виде стороны клюва плотно прилегают друг к другу, а щель между подклювьем и надклювьем расположена горизонтально. По краям клюва расположены пластинки, которые ограничивают рацион мелкой пищей.
Подробное описание пластинок, которые формируют цедильный аппарат южноамериканских видов фламинго, предприняли Вирджиния Маскитти (Virginia Mascitti) и Фернандо Освальдо Краветц (Fernando Osvaldo Kravetz) в 2002 году. Крайние пластинки верхней челюсти выступают через щель, у основания клюва они напоминают гребни, расположенные перпендикулярно линии клюва, а на конце — крючки, загнутые под острым внутрь. Пластинки нижней челюсти и внутренние пластинки верхней челюсти имеют листообразную форму и направлены к середине клюва. У фламинго Джеймса в промежутке между крайними пластинами верхней челюсти может находится только одна внутренняя пластина, а у андского фламинго — от одной до трёх. Согласно ранним исследованиям Пенелопы Дженкин (Penelope Margaret Jenkin), проведённым в 1957 году, расстояние между крайними пластинами составляет 0,005 × 0,05 мм и пропускает частицы не больше чем 0,25 × 2,5 мм. Согласно исследованиям 2002 года, внешние пластинки верхней челюсти фламинго Джеймса расположены на расстоянии 350 мкм на кончике клюва и 337 мкм у его основания, высота пластинок составляет 1939 и 478 мкм, а плотность — 23—28 или 28—29 пластинок на один см длины, соответственно. Внутренние пластинки верхней челюсти имеют высоту от 785 мкм на конце до 258 мкм у основания клюва, в одном мм расположено от 21—22 до 22—23 пластинок, соответственно. Количество рядов варьирует от 3—4 до 7—8 на мм. В нижней челюсти внешние пластинки имеют высоту 367 мкм на конце клюва и 87 мкм у основания. В одном мм расположено от 21—22 до 32—33 пластинок, или от 3—4 до 9—12 рядов, соответственно. Среди южноамериканских видов у фламинго Джеймса самое большое количество пластинок как на верхней, так и на нижней челюсти. Таким образом, в закрытом состоянии клюв фламинго формирует сеть, ячейки которой имеют высоту 133 мкм и ширину 337 мкм у основания, высоту 474 мкм и ширину 486 мкм в районе перегиба и высоту 787 мкм и ширину 350 мкм у кончика клюва.
В 1957 году, когда Пенелопа Дженкин опубликовала подробное исследование цедильного аппарата фламинговых, язык представителей этого вида ещё не был описан. Согласно исследованиям 2002 года на языке фламинго Джеймса, как и у андского фламинго, расположено 20 шипов, размеры которых варьируют от 1,0 до 1,5 мм.
Конкуренции с обитающим на тех же озёрах чилийским фламинго не происходит, так как цедильные аппараты этих видов способны пропускать пищу разных размеров. Чилийский фламинго, как и другие представители рода фламинго, предпочитает питаться более крупным зоопланктоном. Андский фламинго питается диатомовыми водорослями, но обладает более крупными размерами и добывает корм на других глубинах.
28 июня 1976 года птиц отметили на озере Паринокочас (Parinacochas) в Перу на высоте 3100 метров и в 100 км от тихоокеанского побережья, где все три вида южноамериканских фламинго питались среди крупного рогатого скота. Хёльберт предположил, что скот оставлял растительность в таком состоянии, которое способствовало появлению достаточного корма для фламинго.

Питание фламинго Джеймса
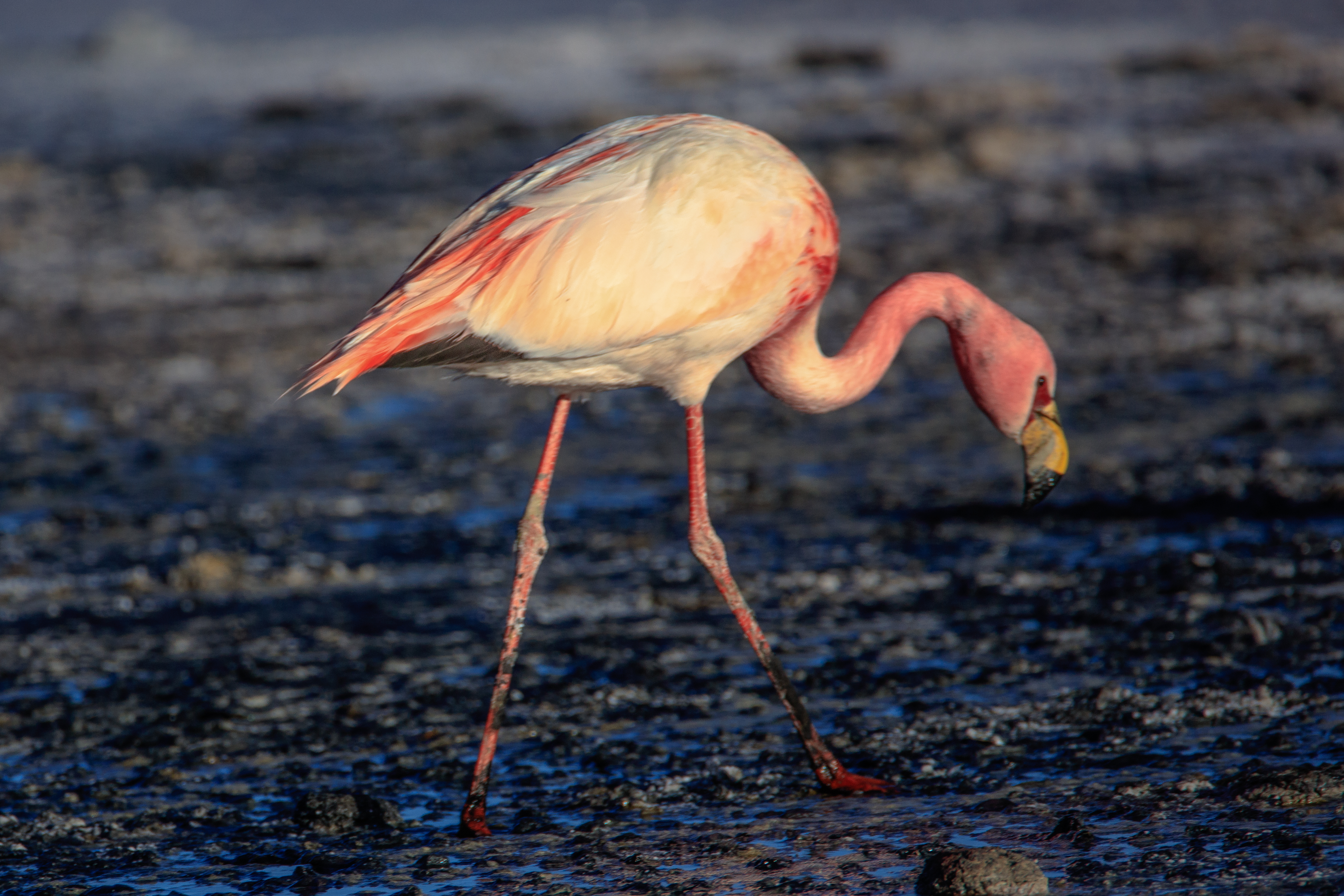
Солончак Уюни
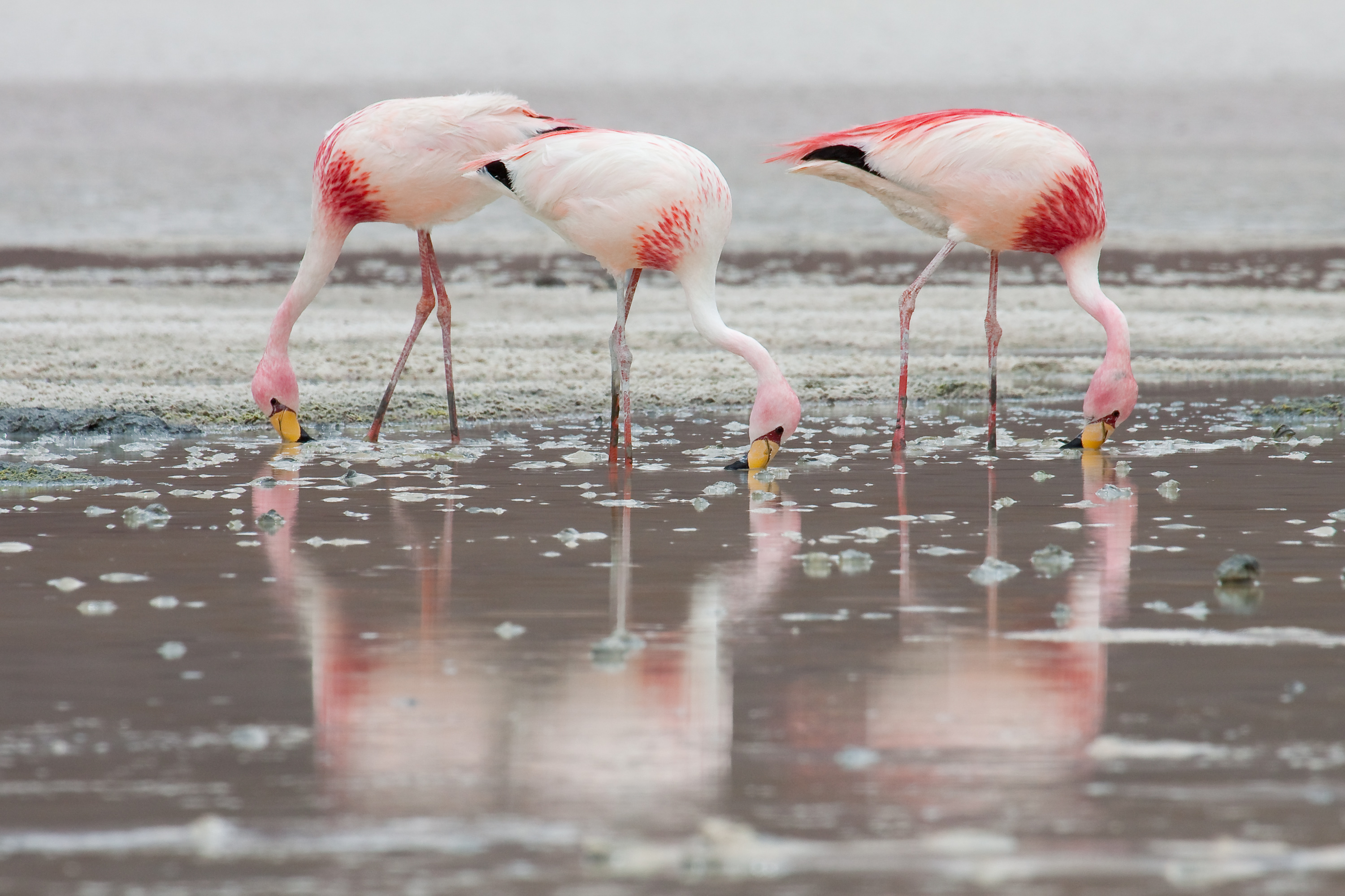
Озеро Лагуна-Эдионда
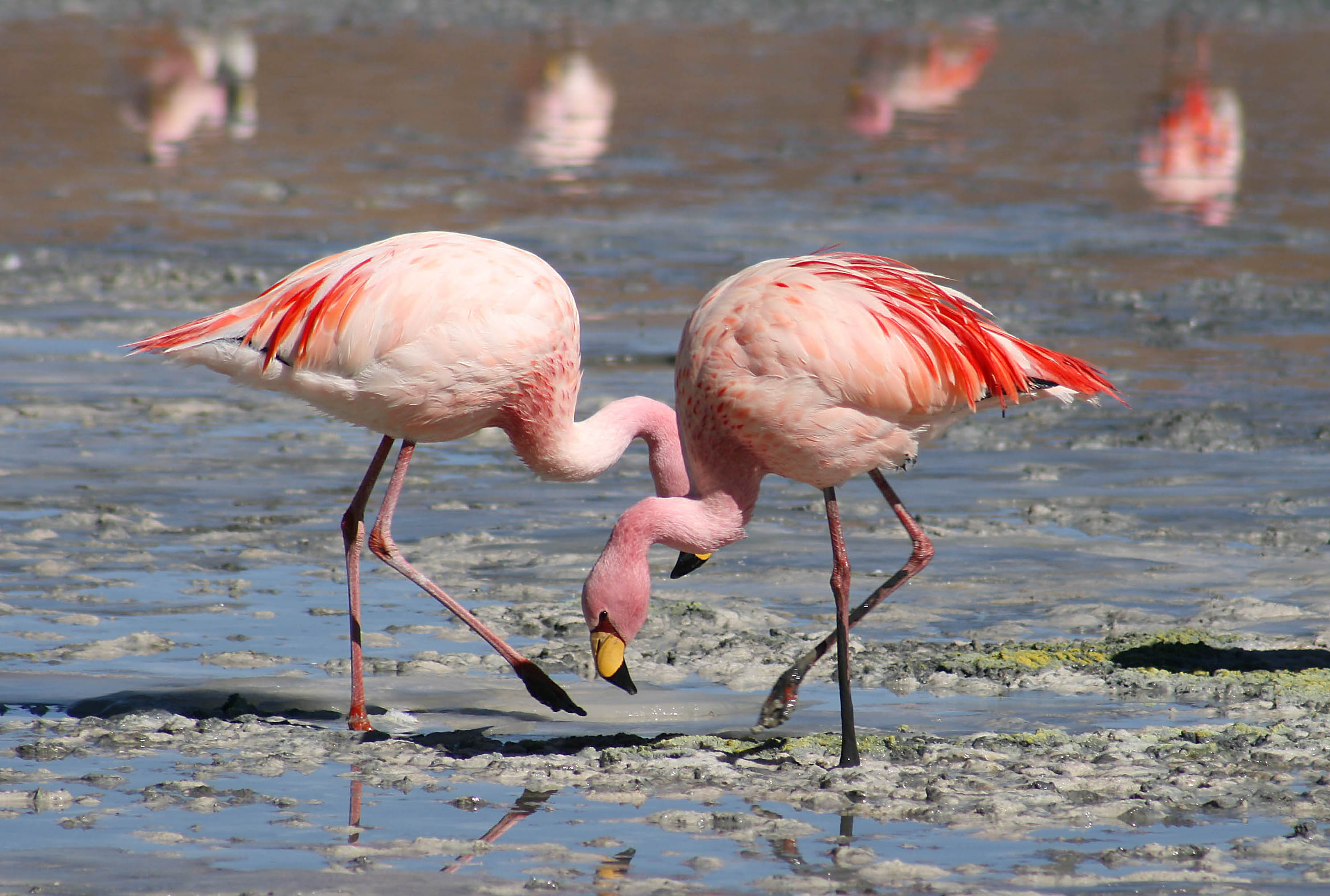
Озеро Лагуна-Колорада
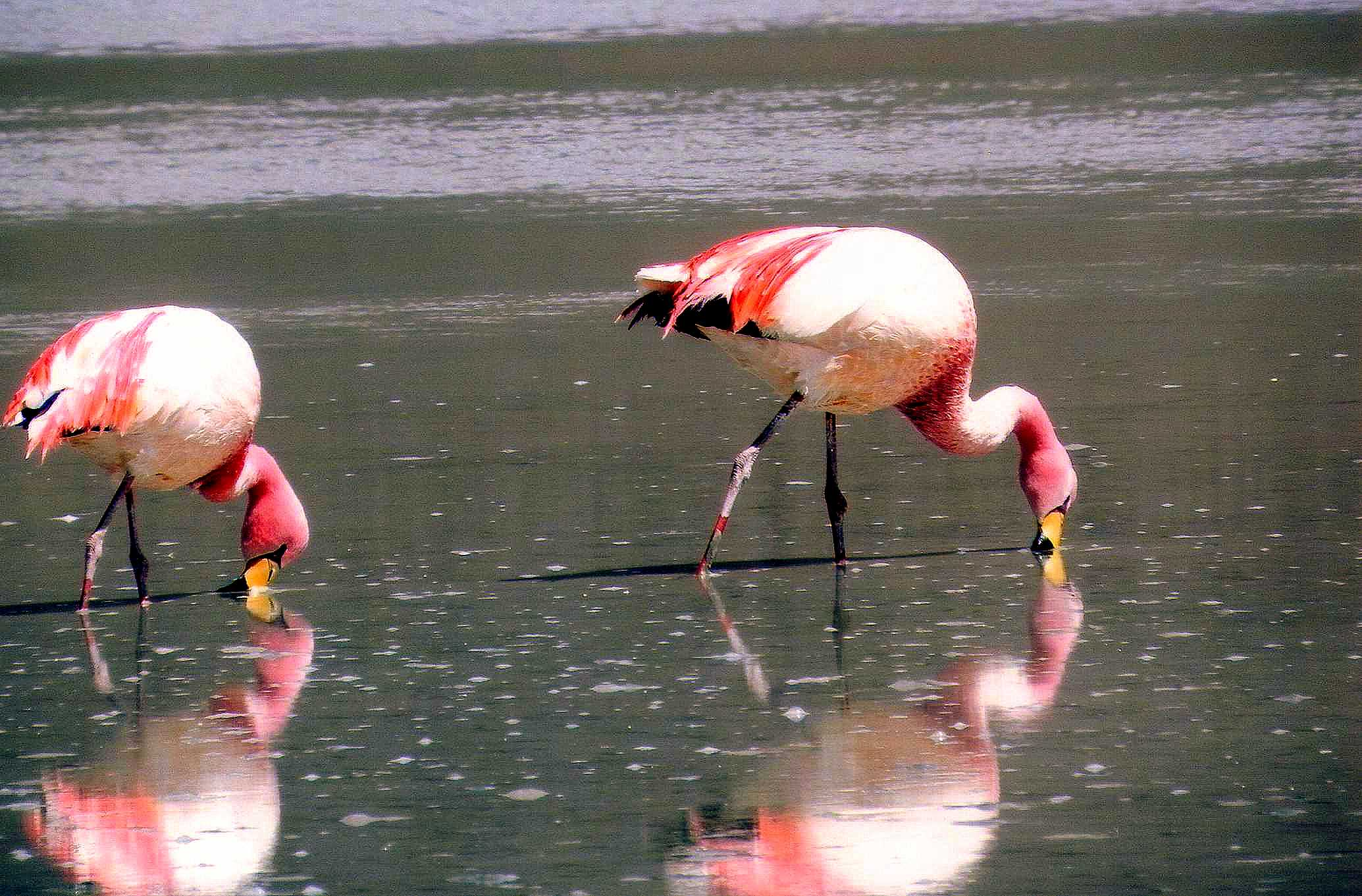
Лагуна-Чаркота (Laguna Charkota)

## Размножение
Фламинго Джеймса откладывают яйца с декабря по февраль, по другим данным — с ноября по февраль. Хёльберт указывал, что начало размножения на северо-востоке Чили и юго-западе Боливии связано с сезоном дождей и приходится на конец ноября или начало декабря, перепись 1975 года в этом регионе проходила с 22 ноября по 21 декабря и включала 28 озёр. 14 декабря 1975 года Хёльберт обнаружил 25 активных гнёзд фламинго Джеймса на озере Пурипика-Чико (Puripica Chico), расположенном в 45 км к юго-востоку от Лагуна-Колорада, в четырёх из них были замечены яйца. В то же время гнездовой активности других фламинго на озере не наблюдалось.
Фламинго Джеймса может формировать смешанные гнездовые колонии с чилийским или андским фламинго, или с ними обоими вместе. Совокупные размеры таких колоний составляют несколько тысяч пар. В январе 1957 года экспедиция Джеймса обнаружила гнездовую колонию фламинго Джеймса, андского и чилийского фламинго в Лагуна-Колорада. Гнездовые колонии расположены на островках с мягким дном. Кроме того, известно о колониях на Салар-де-Тара (Salar de Tara) и Салар-де-Сурире в Чили, вдоль северо-восточного побережья солончака Уюни, южной оконечности озера Поопо в Боливии, на озере Лагуна-Вилама в Аргентине. Основная колония, по-видимому, расположена на озере Лагуна-Колорада. Хёльберт отметил, что в Лагуна-Колорада гнёзда фламинго защищены от наземных хищников участками очень мягкой и глубокой грязи, в то время как на Пурипика-Чико островки с гнёздами были отделены водой глубиной не более 10 см.
В брачном поведении фламинговых обязательны элементы группового «танца». Репродуктивные инстинкты птиц срабатывают только в условиях массовости — с этой проблемой сталкивались зоопарки, в которых небольшие группы птиц не хотели размножаться. Хёльберт наблюдал борьбу между птицами одного вида, а также несколько столкновений между фламинго Джеймса и андским фламинго. Спаривание, во время которого самка нередко вынуждена упираться клювом в субстрат, происходит на мелководье либо на суше. Птицы моногамны, по-видимому образуют пару на один сезон.
Гнездо фламинговых представляет собой усечённый конус с небольшим углублением вверху. В Лагуна-Колорада экспедиция Джонсона обнаружила гнёзда из грязи высотой около 10 см и диаметром 45—50 см у основания и 28—30 см вверху. Расстояние между гнёздами составляло 6—8 см. Отличить гнёзда одного вида от другого не представлялось возможным. Члены экспедиции фиксировали гнездо с идентифицированными птицами, а затем добирались до него и измеряли яйцо. Они смогли идентифицировать 18 гнёзд фламинго Джеймса, 14 гнёзд андского фламинго и 13 — чилийского.
В кладке одно яйцо, желток которого имеет насыщенный оранжево-красный цвет. По данным экспедиции Джонсона 1957 года, у фламинго Джеймса размеры яиц составляли 78,1—87,8 мм на 48,4—55,2 мм (у андского фламинго — 80,9—90,9 мм на 52,8—57,2 мм, у чилийского фламинго — 87,6—100,0 мм на 50,0—56,5 мм). По данным экспедиции 1960—1961 годов, размеры 13 яиц фламинго Джеймса составляли 85—98 мм на 51—58 мм. Со временем учёные могли легко отличать яйца разных видов. По словам Джонсона, чтобы сесть на гнездо птицы встают над ним, раздвигают ноги шире и падают на него, после чего устраиваются поудобнее, подгибая под себя ноги. Инкубационный период у фламинговых составляет 27—33 дня.
Только что вылупившиеся птенцы фламинго зрячие и активные, похожи на гусят. Они покрыты густым серым пухом, у них короткий клюв и толстые короткие ноги. Через две недели клюв начинает постепенно изгибаться. В возрасте четырёх недель первый пух сменяется вторым пуховым нарядом, более тёмным. В пищеводе родителей формируется питательная смесь — «молочко», по питательной ценности не уступающее молоку млекопитающих. Такой смесью, в состав которой помимо всего прочего входят кровь и лимфа, взрослые выкармливают потомство первые две недели (подобный способ кормления также характерен для пингвинов и голубей). Впоследствии молочко заменяется наполовину переваренной пищей, вскармливание продолжается вплоть до того, как птенцы начинают летать. К концу второго месяца молодые делают первые попытки добыть корм, хотя их клюв ещё недостаточно развит для этого. На 65—75 день молодые фламинго приобретают способность к полёту, к этому времени у них окончательно формируется и цедильный аппарат. У молодых фламинго Джеймса оперение окрашено в жёлто-коричневый цвет, в верхней части — с очень узкими чёрными прожилками. Взрослое оперение формируется в возрасте трёх-четырёх лет. Во время зимней переписи 2000 года менее 1 % всех фламинго Джеймса имели ювенильный наряд. Молодые особи были отмечены на нескольких водоёмах в Аргентине.
Половая зрелость предположительно достигается в возрасте 3—4 лет.

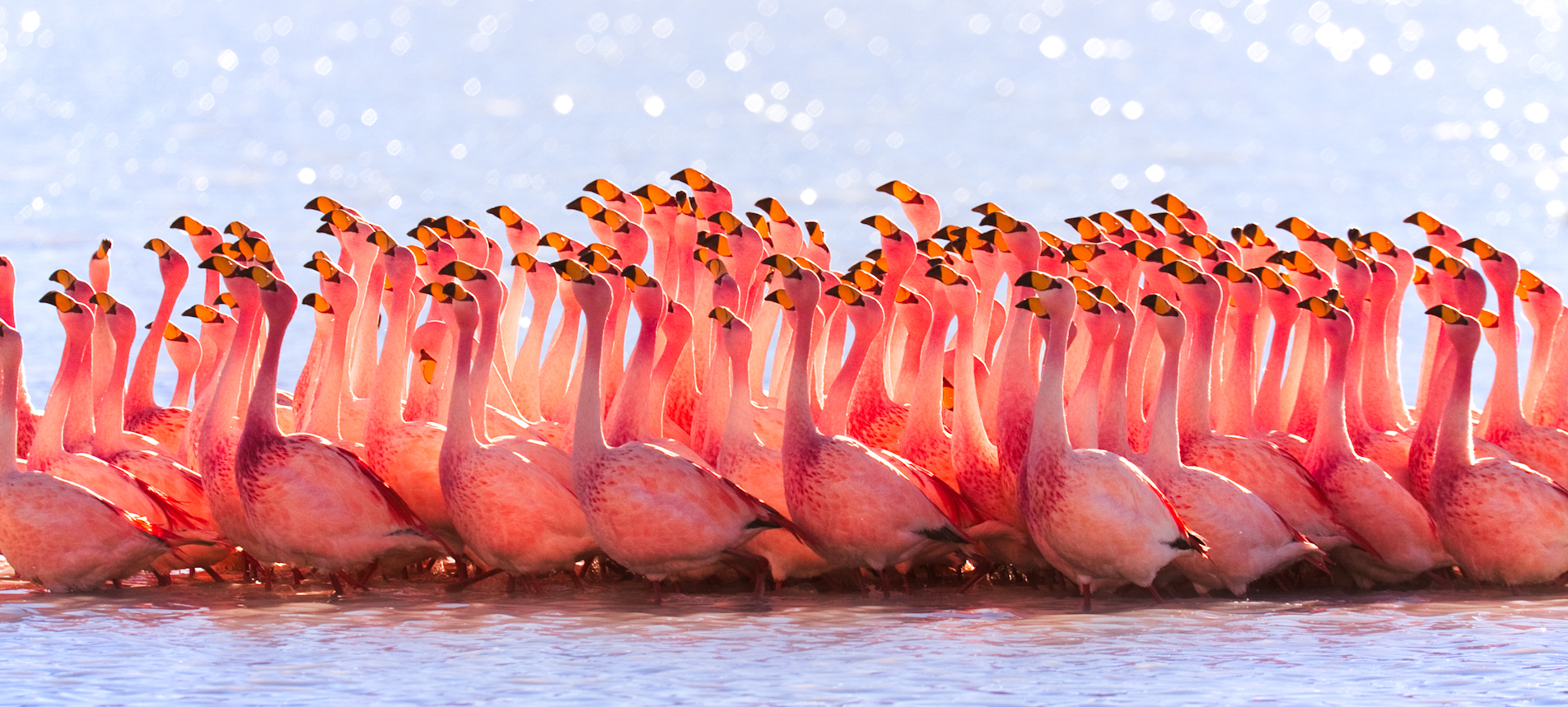
Брачный танец
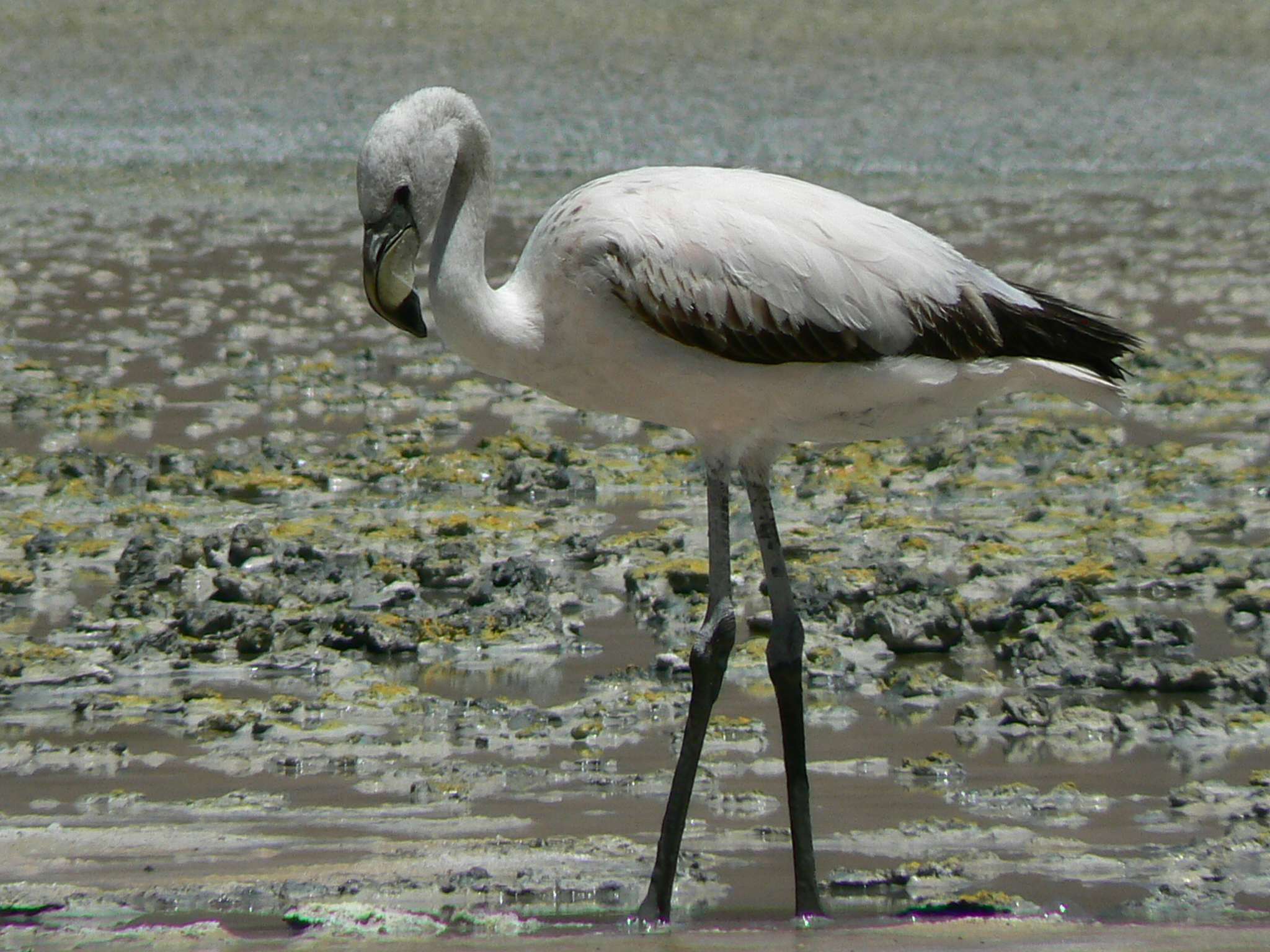
Молодая птица
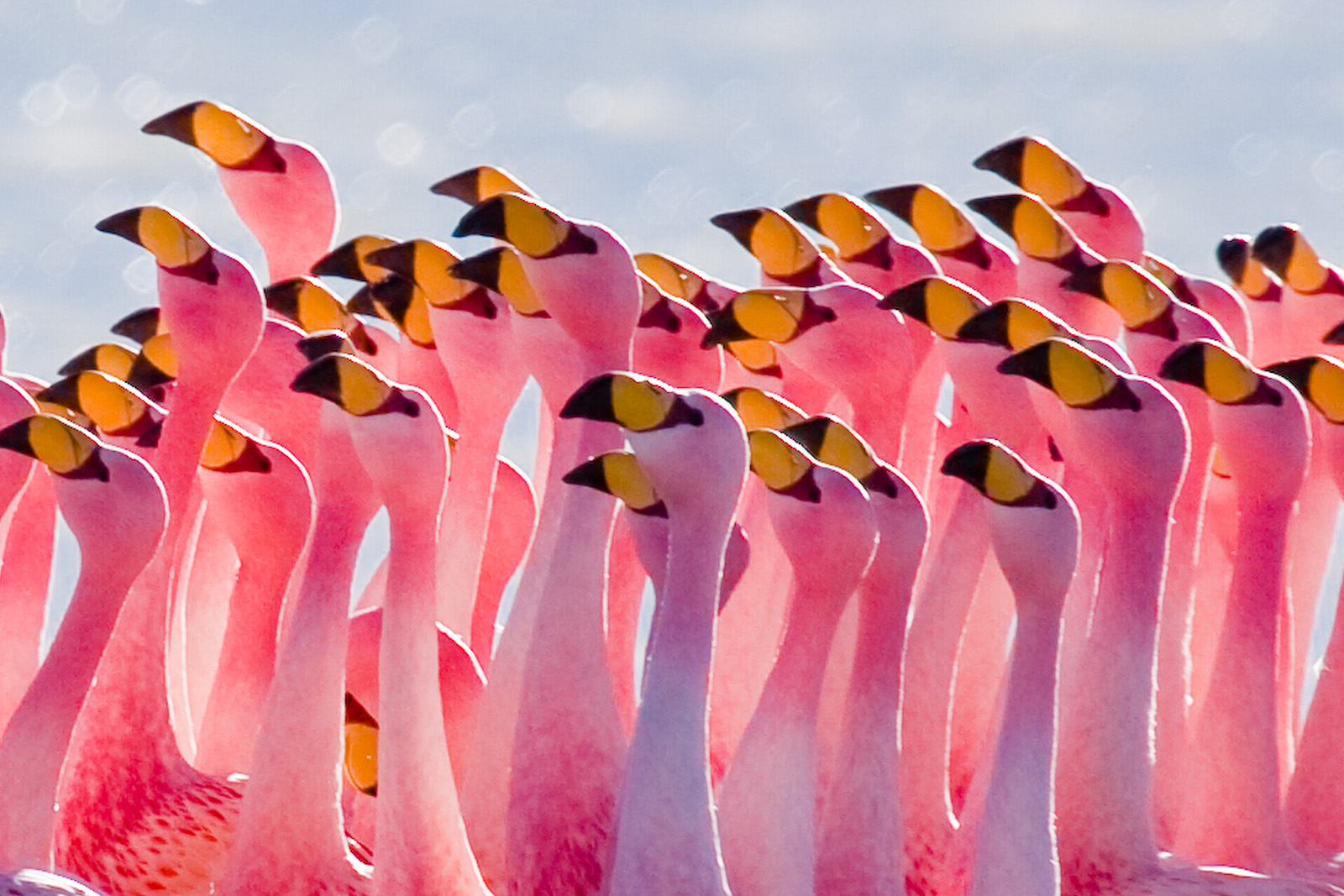
Брачный танец

## Взаимоотношение с человеком и охранный статус
Фламинго Джеймса — один из самых редких представителей семейства фламинговых. С 1994 по 2000 годы Международный союз охраны природы относил его к уязвимым видам, с 2000 года — к видам, близким к уязвимому положению. Он включён во второе приложение Конвенции о международной торговле видами дикой фауны и флоры, находящимися под угрозой исчезновения и в первое и второе приложение Боннской конвенции по сохранению мигрирующих видов диких животных. Долгое время вид считался вымершим. В книге «The Flamingos: Their Life History and Survival», опубликованной в 1956 году, Роберт Портер Аллен (Robert Porter Allen), Джек Дэвис Гудолл (Jack Davies Goodall) и Рудольф Амандус Филиппи Банадос (Rodulfo Amando Philippi Bañados) отметили:

Самым удивительным фактом о Phoenicoparrus jamesi является то, что его привычки и особенности гнездования никогда не были описаны. Фактические места размножения, прошлые или настоящие, неизвестны … Хотя тот факт, что jamesi не наблюдался в течение многих лет, может быть следствием его изолированного ареала … мы не можем не задаться вопросом, существует ли ещё фламинго Джеймса. На данный момент это может показаться одной из выдающихся загадок птичьего мира.
Оригинальный текст (англ.)The most astonishing fact concerning Phoenicoparrus jamesi is that its habits and nidification have never been described. No actual breeding sites, past or present, are known… Although the fact that jamesi has not been observed for many years may be a result of its isolated range… we cannot but wonder if James' flamingo still survives. At the moment this would seem to be one of the outstanding mysteries of the avian world.

В 1957—1958 годы экспедиция Джонсона в поисках фламинго Джеймса за пять недель проехала около пяти тысяч километров на севере Чили по отдалённым районам Анд (от солончака Салар-де-Атакама до провинции Арика на границе с Перу). Они также посетили озеро Лагуна-Колорада на юго-западе Боливии, где и обнаружили фламинго Джеймса. Джонсон отметил, что из-за яркого света и бликов на воде идентификация птиц была крайне затруднена. Они смогли рассмотреть птицу, которая казалась меньше остальных (на озере было также много чилийских и андских фламинго) и имела более белую спину. Чтобы удостовериться в находке, они подстрелили птицу. К тому времени возраст всех известных музейных экспонатов фламинго Джеймса превышал 60 лет. В ходе экспедиции учёные связались с проводником из народа кечуа, который сначала отказывался вести их в таких суровых условиях, а потом показал им несколько гнездовых колоний на озере. Помимо Лагуна-Колорада, экспедиция Джонсона обнаружила фламинго Джеймса в очень малых количествах на солончаках Салар-де-Аскотан (Salar de Ascotán) и Салар-де-Сурире.
В XX веке численность фламинго Джеймса сокращалась из-за интенсивного сбора яиц и охоты на птиц. В 1975 году экспедиция Стюарта Хёрлберта (Stuart Hurlbert) наблюдала предположительно сборщиков яиц в Лагуна-Колорада, подобная активность была отмечена и ранее, в частности проводник экспедиции Джонсона был сборщиком яиц. По данным переписей фламинго, с конца XX века наблюдается прирост птиц, учёные полагают, что их численность стабилизировалась. Вместе с тем, добыча полезных ископаемых в регионе и использование воды из водоёмов продолжают тревожить фламинго и оказывать влияние на популяцию. Во всех четырёх странах, в которых обитают фламинго Джеймса, места их компактного проживания охраняются на государственном уровне, в частности, Лагуна-Колорада расположена на территории национального заповедника Эдуардо-Авароа. Рассматривается вопрос о создании единой природоохранной зоны на территории Аргентины, Боливии и Чили.
В Южной Америке регулярно проводятся международные одновременные переписи фламинго (International Simultaneous Census) как в зимнее, так и в летнее время, а также одновременные переписи сети ареала фламинго (Simultaneous Census of Network Sites). Летние переписи проводились в 1997, 1998, 2005, 2010 годы, зимние — 1998, 2000 годы, после чего было принято решение проводить переписи каждые пять лет. Одновременные переписи сети проходили, в частности, в 2007, 2008 и 2009 годы. После 2010 года было высказано предложение о совмещении времени летней переписи и переписи сети, а также о проведении ежегодной летней переписи на высокогорных участках, на которых наблюдается высокая концентрация фламинго Джеймса и андского фламинго. Шестая международная одновременная перепись фламинго завершилась в феврале 2020 года. Ещё до этих международных событий, менее масштабные переписи фламинго на северо-востоке Чили и юго-западе Боливии осуществлялись в 1970-х годы Хёльбертом и другими. Во время переписи 1975 года более 5500 особей фламинго Джеймса было отмечено только на одной из частей Лагуна-Колорада.
Перепись 2010 года проходила в январе и феврале и включала 259 различных участков на территории Аргентины, Боливии, Чили и Перу. Во время переписи была отмечена 106 001 особь фламинго Джеймса. В предыдущие переписи площадь покрытия постепенно расширялась, в 1997 году во время переписи было отмечено 47 619 фламинго Джеймса, а в 1998 году, из-за добавления озера Лагуна-Гранде, — 64 101, в 2005 году было отмечено 105 647 птиц, 68 % которых находились в районе Лагуна-Колорада. Учёные обратили внимание, что любые сдвиги во времени проведения летней переписи на различных участках могут привести к некорректным результатам. Так, во время переписи сети 2007 года было отмечено лишь 70 333 особей, так как перепись на Лагуна-Колорада проходила в марте-апреле, когда птицы уже спустились на меньшие высоты, а на остальных участках — в феврале.

## Систематика и история изучения

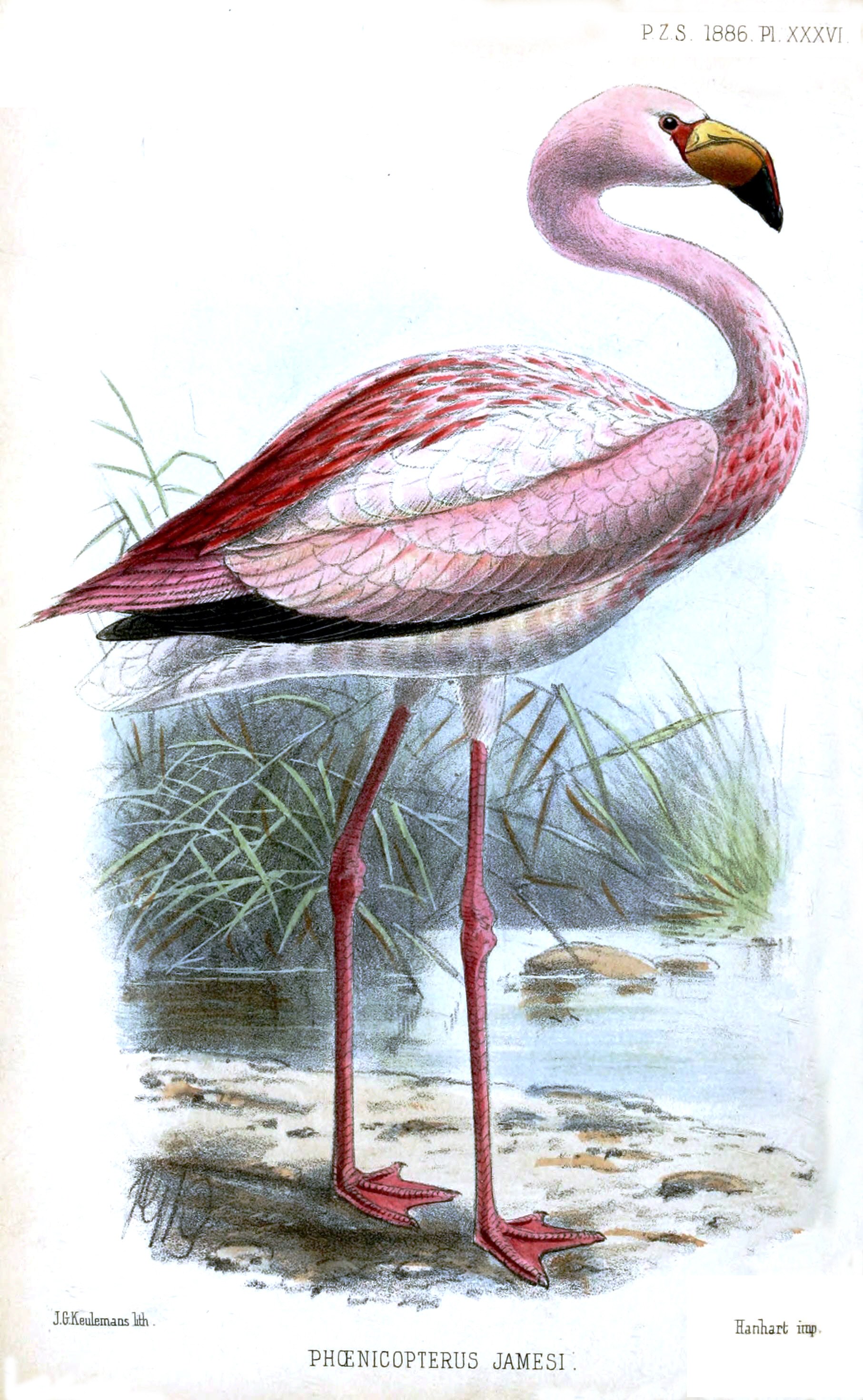
Иллюстрация нидерландского художника-иллюстратора Йоханнеса Герарда Кёлеманса, 1886 год

Фламинго Джеймса был впервые описан британским зоологом Филипом Склейтером в 1886 году. В 1869 году британский зоолог Джордж Роберт Грей включил описание и иллюстрацию фламинго Джеймса в свою работу по классификации фламинго, но в то время его не выделяли в отдельный вид и рассматривали в составе андского фламинго.
Видовое название получил в честь британского бизнесмена и натуралиста-любителя Гарри Беркели Джеймса (Harry Berkeley James) (1846—1892). Джеймс провёл в Чили 20 лет, в 1855 году опубликовал статью о птицах этой страны. После его смерти Склейтер опубликовал ещё одну статью Джеймса о птицах Чили — «New List of Chilean Birds». Джеймс нанял немецкого специалиста из национального музея в Сантьяго Карла Рамера (Carl Rahmer) для покупки птичьих шкур в регионе Тарапака на севере Чили. Среди купленных экземпляров оказалось три шкуры представителей нового вида фламинго, добытых на Лаго-Паринакота (Lago Parinakota). В описании Рамера, впоследствии повторенном Склейтером, в частности, было указано, что поведение и образ жизни нового вида повторяют таковые у андского фламинго, как и последний, они питаются водорослями в мелководных солёных лагунах. Вместе с остальной коллекцией чилийских птиц и яиц (150 шкур, более 50 видов), они были переданы Джеймсом в Музей естествознания в Лондоне для идентификации, которой занимался Филип Склейтер. По предложению Ранера Склейтер дал новому фламинго видовое название jamesi. Названия всех родов фламинго связаны с древнегреческим корнем др.-греч. φοῖνιξ — «багровый». В Древней Греции краснокрылые птицы получили название по имени финикийцев, с которыми греков связывали торговые отношения. Phoenicoparrus может означать новых, обнаруженных недавно, птиц, или птиц дурного предзнаменования.
Современные виды семейства фламинговых можно разделить на две группы на основе строения клюва. У птиц рода фламинго (Phoenicopterus) наблюдается примитивное строение. Надклювье у них имеет одинаковую ширину с нижней челюстью или немного шире, оставляя небольшое пространство в закрытом состоянии, которое позволяет фильтровать крупные частицы, в частности, моллюсков и ракообразных. Представители родов малые фламинго (Phoeniconaias) и короткоклювые фламинго (Phoenicoparrus) имеют более специализированный кормовой аппарат. У них надклювье заметно уже подклювья и плотно прилегает к нему, что позволяет фильтровать только более мелкие частицы, в основном синезелёные и диатомовые водоросли. Различие между двумя последними родами связано с наличием или отсутствием заднего пальца на ногах. Некоторые учёные считают его несущественным и полагают Phoeniconaias синонимом Phoenicoparrus. Согласно молекулярным исследованиям Кристофера Торреса (Christopher R. Torres) и соавторов разделение андских фламинго и фламинго Джеймса произошло 0,5—2,5 млн лет назад. Ряд учёных объединяет всех современных и родственных им ископаемых фламинговых в род фламинго.
Международный союз орнитологов относит данный вид к короткоклювым фламинго (Phoenicoparrus) и не выделяет подвидов.